# Vanilla bicolor
Vanilla bicolor é uma espécie de orquídea de hábito escandente e crescimento reptante que existe do Caribe à região centro-oeste do Brasil. São plantas clorofiladas de raízes aéreas; sementes crustosas, sem asas; e inflorescências de flores de cores pálidas que nascem em sucessão, de racemos laterais.
Esta espécie pode ser reconhecida entre as Vanilla por apresentar caules grossos e quebradiços, labelo claramente trilobado, amarelo, mais longo que as sépalas; grandes folhas carnosas alongadas, oblongas, marginadas de vermelho; e flores grandes avermelhadas com sépalas medindo até 7 centímetros de comprimento com extremidade levemente aguçada.